# رابل (کالیفرنیا)
رابل (به انگلیسی: Roble) یک منطقهٔ مسکونی در ایالات متحده آمریکا است که در شهرستان بیوت، کالیفرنیا واقع شده‌است. رابل ۵۳ متر بالاتر از سطح دریا واقع شده‌است.